# Euclysia angustitincta
Euclysia angustitincta är en fjärilsart som beskrevs av William Schaus 1928. Euclysia angustitincta ingår i släktet Euclysia och familjen mätare. Inga underarter finns listade i Catalogue of Life.